# NFL Draft 2016
Der NFL Draft 2016 war der 81. Auswahlprozess neuer Spieler (Draft) im American Football für die Saison 2016 der National Football League (NFL). Der Draft, bei dem jährlich aller Franchise der NFL zusammentreffen, fand vom 28. April bis zum 30. April wie im Jahr 2015 in Chicago, Illinois statt. Dieses Ereignis ist jedes Jahr der Abschluss der alten und der Beginn der neuen Saison in der NFL. In diesem Jahr hatten die Tennessee Titans den First Pick durch die geringsten Siege innerhalb der NFL. Sie haben diesen jedoch an die Los Angeles Rams getradet. Dies war das erste Mal seit 2001, dass der 1. Pick im Draft getradet wurde.

## Allgemein
Übersicht der Positionen der gedrafteten Spieler
| WR | OT | RB | QB | OG | TE | C | FB |
| 31 | 20 | 19 | 15 | 13 | 11 | 8 | 3  |
| -- | -- | -- | -- | -- | -- | - | -- |

| P | K | LS |
| 3 | 1 | 1  |
| - | - | -- |

| LB | CB | DT | S  | DE |
| 36 | 32 | 22 | 19 | 18 |
| -- | -- | -- | -- | -- |

## Spielerauswahl
Springe zu Runde:
2 |
3 |
4 |
5 |
6 |
7
| Runde | Nr. | Franchise            | Spieler                                           | Position                                          | College                                           | Conference                                        | Trades |
| ----- | --- | -------------------- | ------------------------------------------------- | ------------------------------------------------- | ------------------------------------------------- | ------------------------------------------------- | --- |
| 1     | 1   | Los Angeles Rams     | Jared Goff                                        | QB                                                | California Golden Bears                           | Pac-12                                            | von den Tennesse Titans |
| 1     | 2   | Philadelphia Eagles  | Carson Wentz                                      | QB                                                | North Dacota State Bison                          | MVFC                                              | von den Cleveland Browns |
| 1     | 3   | San Diego Chargers   | Joey Bosa                                         | DE                                                | Ohio State Buckeyes                               | Big Ten                                           | |
| 1     | 4   | Dallas Cowboys       | Ezekiel Elliott                                   | RB                                                | Ohio State Buckeyes                               | Big Ten                                           | |
| 1     | 5   | Jacksonville Jaguars | Jalen Ramsey                                      | CB                                                | Florida State Seminoles                           | ACC                                               | |
| 1     | 6   | Baltimore Ravens     | Ronnie Stanley                                    | OT                                                | Notre Dame Fighting Irish                         | Ind. (FBS)                                        | |
| 1     | 7   | San Francisco 49ers  | DeForest Buckner                                  | DE                                                | Oregon Ducks                                      | Pac-12                                            | |
| 1     | 8   | Tennessee Titans     | Jack Conklin                                      | OT                                                | Michigan State Spartans                           | Big Ten                                           | von den Miami Dolphins via Philadelphia Eagles und Cleveland Browns                                                                     |
| 1     | 9   | Chicago Bears        | Leonard Floyd                                     | LB                                                | Georgia Bulldogs                                  | SEC                                               | von den Tampa Bay Buccaneers |
| 1     | 10  | New York Giants      | Eli Apple                                         | CB                                                | Ohio State Buckeyes                               | Big Ten                                           | |
| 1     | 11  | Tampa Bay Buccaneers | Vernon Hargreaves                                 | CB                                                | Florida Gators                                    | SEC                                               | von den Chicago Bears |
| 1     | 12  | New Orleans Saints   | Sheldon Rankins                                   | DT                                                | Louisville Cardinals                              | ACC                                               | |
| 1     | 13  | Miami Dolphins       | Laremy Tunsil                                     | OT                                                | Ole Miss Rebels                                   | SEC                                               | von den Philadelphia Eagles |
| 1     | 14  | Oakland Raiders      | Karl Joseph                                       | SS                                                | West Virginia Mountaineers                        | Big 12                                            | |
| 1     | 15  | Cleveland Browns     | Corey Coleman                                     | WR                                                | Baylor Bears                                      | Big 12                                            | von den Los Angeles Rams via Tennessee Titans                                                                                           |
| 1     | 16  | Detroit Lions        | Taylor Decker                                     | OT                                                | Ohio State Buckeyes                               | Big Ten                                           | |
| 1     | 17  | Atlanta Falcons      | Keanu Neal                                        | S                                                 | Florida Gators                                    | SEC                                               | |
| 1     | 18  | Indianapolis Colts   | Ryan Kelly                                        | C                                                 | Alabama Crimson Tide                              | SEC                                               | |
| 1     | 19  | Buffalo Bills        | Shaq Lawson                                       | DE                                                | Clemson Tigers                                    | ACC                                               | |
| 1     | 20  | New York Jets        | Darron Lee                                        | LB                                                | Ohio State Buckeyes                               | Big Ten                                           | |
| 1     | 21  | Houston Texans       | Will Fuller                                       | WR                                                | Notre Dame Fighting Irish                         | Ind. (FBS)                                        | von den Washington Redskins |
| 1     | 22  | Washington Redskins  | Josh Doctson                                      | WR                                                | TCU Horned Frogs                                  | Big 12                                            | von den Houston Texans |
| 1     | 23  | Minnesota Vikings    | Laquon Treadwell                                  | WR                                                | Ole Miss Rebels                                   | SEC                                               | |
| 1     | 24  | Cincinnati Bengals   | Wiliam Jackson III                                | CB                                                | Houston Cougars                                   | The American                                      | |
| 1     | 25  | Pittsburgh Steelers  | Artie Burns                                       | CB                                                | Miami Hurricanes                                  | ACC                                               | |
| 1     | 26  | Denver Broncos       | Paxton Lynch                                      | QB                                                | Memphis Tigers                                    | ACC                                               | von den Seattle Seahawks |
| 1     | 27  | Green Bay Packers    | Kenny Clark                                       | DT                                                | UCLA Bruins                                       | Pac-12                                            | |
| 1     | 28  | San Francisco 49ers  | Joshua Garnett                                    | OG                                                | Stanford Cardinal                                 | Pac-12                                            | von den K.C. Chiefs |
| 1     | -   | New England Patriots | Draftrecht verfallen                              | Draftrecht verfallen                              | Draftrecht verfallen                              | Draftrecht verfallen                              | Draftrecht verfallen |
| 1     | 29  | Arizona Cardinals    | Robert Nkemdiche                                  | DT                                                | Ole Miss Rebels                                   | SEC                                               | |
| 1     | 30  | Carolina Panthers    | Vernon Butler                                     | DT                                                | Louisiana Tech Bulldogs                           | C-USA                                             | |
| 1     | 31  | Seattle Seahawks     | Germain Ifedi                                     | OT                                                | Texas A&M Aggies                                  | SEC                                               | von den Denver Broncos |
| 2     | 32  | Cleveland Browns     | Emmanuel Ogbah                                    | DE                                                | Oklahoma State Cowboys                            | Big 12                                            | |
| 2     | 33  | Tennessee Titans     | Kevin Dodd                                        | LB                                                | Clemson Tigers                                    | ACC                                               | |
| 2     | 34  | Dallas Cowboys       | Jaylon Smith                                      | LB                                                | Notre Dame Fighting Irish                         | Ind. (FBS)                                        | |
| 2     | 35  | San Diego Chargers   | Hunter Henry                                      | TE                                                | Arkansas Razorbacks                               | SEC                                               | |
| 2     | 36  | Jacksonville Jaguars | Myles Jack                                        | LB                                                | UCLA Bruins                                       | Pac-12                                            | von den Baltimore Ravens |
| 2     | 37  | Kansas City Chiefs   | Chris Jones                                       | DT                                                | Notre Dame Fighting Irish                         | Ind. (FBS)                                        | von den San Francisco 49ers |
| 2     | 38  | Miami Dolphins       | Xavien Howard                                     | CB                                                | Mississippi State Bulldogs                        | SEC                                               | von den Jacksonville Jaguars via Baltimore Ravens                                                                                       |
| 2     | 39  | Tampa Bay Buccaneers | Noah Spence                                       | CB                                                | Eastern Kentucky Colonels                         | OVC                                               | |
| 2     | 40  | New York Giants      | Sterling Shepard                                  | WR                                                | Oklahoma Sooners                                  | Big 12                                            | |
| 2     | 41  | Buffalo Bills        | Reggie Ragland                                    | LB                                                | Alabama Crimson Tide                              | SEC                                               | von den Chicago Bears |
| 2     | 42  | Baltimore Ravens     | Kamalei Correa                                    | LB                                                | Boise State Broncos                               | MW                                                | von den Miami Dolphins |
| 2     | 43  | Tennessee Titans     | Austin Johnson                                    | DT                                                | Penn State Nittany Lions                          | Big Ten                                           | von den Philadelphia Eagles via Los Angeles Rams                                                                                        |
| 2     | 44  | Oakland Raiders      | Jihad Ward                                        | DE                                                | Illinois Fighting Illini                          | Big Ten                                           | |
| 2     | 45  | Tennessee Titans     | Derrick Henry                                     | RB                                                | Alabama Crimson Tide                              | SEC                                               | von den Los Angeles Rams |
| 2     | 46  | Detroit Lions        | A’Shawn Robinson                                  | DT                                                | Alabama Crimson Tide                              | SEC                                               | |
| 2     | 47  | New Orleans Saints   | Michael Thomas                                    | WR                                                | Ohio State Buckeyes                               | Big Ten                                           | |
| 2     | 48  | Green Bay Packers    | Jason Spriggs                                     | OT                                                | Indiana Hoosiers                                  | Big Ten                                           | von den Indianapolis Colts |
| 2     | 49  | Seattle Seahawks     | Jarran Reed                                       | DT                                                | Alabama Crimson Tide                              | SEC                                               | von den Buffalo Bills via Chicago Bears                                                                                                 |
| 2     | 50  | Houston Texans       | Nick Martin                                       | C                                                 | Notre Dame Fighting Irish                         | Ind. (FBS)                                        | von den Atlanta Falcons |
| 2     | 51  | New York Jets        | Christian Hackenberg                              | QB                                                | Penn State Nittany Lions                          | Big Ten                                           | |
| 2     | 52  | Atlanta Falcons      | Delon Jones                                       | LB                                                | LSU Tigers                                        | SEC                                               | von den Houston Texans |
| 2     | 53  | Washington Redskins  | Su’a Cravens                                      | LB                                                | USC Trojans                                       | Pac-12                                            | |
| 2     | 54  | Minnesota Vikings    | Mackensie Alexander                               | CB                                                | Clemson Tigers                                    | ACC                                               | |
| 2     | 55  | Cincinnati Bengals   | Tyler Boyd                                        | WR                                                | Pittsburgh Panthers                               | ACC                                               | |
| 2     | 56  | Chicago Bears        | Cody Whitehair                                    | OG                                                | Kansas State Wildcards                            | Big 12                                            | von den Seattle Seahawks |
| 2     | 57  | Indianapolis Colts   | T. J. Green                                       | CB                                                | Clemson Tigers                                    | ACC                                               | von den Green Bay Packers |
| 2     | 58  | Pittsburgh Steelers  | Sean Davis                                        | FS                                                | Maryland Terrapins                                | Big Ten                                           | |
| 2     | 59  | Tampa Bay Buccaneers | Roberto Aguayo                                    | K                                                 | Florida State Seminoles                           | ACC                                               | von den K.C. Chiefs |
| 2     | 60  | New England Patriots | Cyrus Jones                                       | CB                                                | Alabama Crimson Tide                              | SEC                                               | |
| 2     | 61  | New Orleans Saints   | Vonn Bell                                         | S                                                 | Ohio State Buckeyes                               | Big Ten                                           | von den Arizona Cardinals via New England Patriots                                                                                      |
| 2     | 62  | Carolina Panthers    | James Bradberry                                   | CB                                                | Samford Bulldogs                                  | SoCon                                             | |
| 2     | 63  | Denver Broncos       | Adam Gotsis                                       | DT                                                | Georgia Tech Yellow Jackets                       | ACC                                               | |
| 3     | 64  | Tennessee Titans     | Kevin Byard                                       | FS                                                | Middle Tennessee Blue Raiders                     | C-USA                                             | |
| 3     | 65  | Cleveland Browns     | Carl Nassib                                       | DE                                                | Penn State Nittany Lions                          | Big Ten                                           | |
| 3     | 66  | San Diego Chargers   | Max Tuerk                                         | C                                                 | USC Trojans                                       | Pac-12                                            | |
| 3     | 67  | Dallas Cowboys       | Maliek Collins                                    | DT                                                | Nebraska Cornhuskers                              | Big Ten                                           | |
| 3     | 68  | San Francisco 49ers  | Will E. Redmond                                   | CB                                                | Mississippi State Bulldogs                        | SEC                                               | |
| 3     | 69  | Jacksonville Jaguars | Yannick Ngakoue                                   | DE                                                | Maryland Terrapins                                | Big Ten                                           | |
| 3     | 70  | Baltimore Ravens     | Bronson Kaufusi                                   | DE                                                | BYU Cougars                                       | Ind. (FBS)                                        | |
| 3     | 71  | New York Giants      | Darian Thompson                                   | S                                                 | Boise State Broncos                               | MW                                                | |
| 3     | 72  | Chicago Bears        | Jonathan Bullard                                  | DT                                                | Florida Gators                                    | SEC                                               | |
| 3     | 73  | Miami Dolphins       | Kenyan Drake                                      | RB                                                | Alabama Crimson Tide                              | SEC                                               | |
| 3     | 74  | Kansas City Chiefs   | KeiVarae Russell                                  | CB                                                | Notre Dame Fighting Irish                         | Ind. (FBS)                                        | von den Tampa Bay Buccaneers |
| 3     | 75  | Oakland Raiders      | Shilique Calhoun                                  | DE                                                | Michigan State Spartans                           | Big Ten                                           | |
| 3     | 76  | Cleveland Browns     | Shon Coleman                                      | OT                                                | Auburn Tigers                                     | SEC                                               | von den Los Angeles Rams via Tennessee Titans                                                                                           |
| 3     | 77  | Carolina Panthers    | Daryl Worley                                      | CB                                                | West Virginia Mountaineers                        | Big 12                                            | von den Detroit Lions via Philadelphia Eagles und Cleveland Browns                                                                      |
| 3     | 78  | New England Patriots | Joe Thuney                                        | OG                                                | North Carolina State Wolfpack                     | ACC                                               | von den New Orleans Saints |
| 3     | 79  | Philadelphia Eagles  | Isaac Seumalo                                     | C                                                 | Oregon State Beavers                              | Pac-12                                            | |
| 3     | 80  | Buffalo Bills        | Adolphus Washington                               | DT                                                | Ohio State Buckeyes                               | Big Ten                                           | |
| 3     | 81  | Atlanta Falcons      | Austin Hooper                                     | TE                                                | Stanford Cardinals                                | Pac-12                                            | |
| 3     | 82  | Indianapolis Colts   | Le’Raven Clark                                    | OT                                                | Texas Tech Red Raiders                            | Big 12                                            | |
| 3     | 83  | New York Jets        | Jordan Jenkins                                    | LB                                                | Georgia Bulldogs                                  | SEC                                               | |
| 3     | 84  | Washington Redskins  | Kendall Fuller                                    | CB                                                | Virginia Tech Hokies                              | ACC                                               | |
| 3     | 85  | Houston Texans       | Braxton Miller                                    | WR                                                | Ohio State Buckeyes                               | Big Ten                                           | |
| 3     | 86  | Miami Dolphins       | Leonte Carroo                                     | WR                                                | Rutgers Scarlet Knights                           | Big Ten                                           | von den Minnesota Vikings |
| 3     | 87  | Cincinnati Bengals   | Nick Vigil                                        | LB                                                | Utah State Aggies                                 | MW                                                | |
| 3     | 88  | Green Bay Packers    | Kyler Fackrell                                    | LB                                                | Utah State Aggies                                 | MW                                                | |
| 3     | 89  | Pittsburgh Steelers  | Javon Hargrave                                    | DT                                                | South Carolina State Bulldogs                     | MEAC                                              | |
| 3     | 90  | Seattle Seahawks     | C. J. Prosise                                     | RB                                                | Notre Dame Fighting Irish                         | Ind. (FBS)                                        | |
| 3     | -   | Kansas City Chiefs   | Draftrecht verfallen                              | Draftrecht verfallen                              | Draftrecht verfallen                              | Draftrecht verfallen                              | Draftrecht verfallen |
| 3     | 91  | New England Patriots | Jacoby Brissett                                   | QB                                                | North Carolina State Wolfpack                     | ACC                                               | |
| 3     | 92  | Arizona Cardinals    | Brandon Williams                                  | CB                                                | Texas A&M Aggies                                  | SEC                                               | |
| 3     | 93  | Cleveland Browns     | Cody Kessler                                      | QB                                                | USC Trojans                                       | Pac-12                                            | von den Carolina Panthers |
| 3     | 94  | Seattle Seahawks     | Nick Vannett                                      | TE                                                | Ohio State Buckeyes                               | Big Ten                                           | von den Denver Broncos |
| 3     | 95  | Detroit Lions        | Graham Glasgow                                    | C                                                 | Michigan Wolverines                               | Big Ten                                           | |
| 3     | 96  | New England Patriots | Vincent Valentine                                 | DT                                                | Nebraska Cornhuskers                              | Big Ten                                           | |
| 3     | 97  | Seattle Seahawks     | Rees Odhiambo                                     | OT                                                | Boise State Broncos                               | MW                                                | |
| 3     | 98  | Denver Broncos       | Justin Simmons                                    | FS                                                | Boston College Eagles                             | ACC                                               | |
| 4     | 99  | Cleveland Browns     | Joe Schobert                                      | LB                                                | Wisconsin Badgers                                 | Big Ten                                           | |
| 4     | 100 | Oakland Raiders      | Connor Cook                                       | QB                                                | Michigan State Spartans                           | Big Ten                                           | von den Tennessee Titans via Philadelphia Eagles und Cleveland Browns                                                                   |
| 4     | 101 | Dallas Cowboys       | Charles Tapper                                    | DE                                                | Oklahoma Sooners                                  | Big 12                                            | |
| 4     | 102 | San Diego Chargers   | Joshua Perry                                      | LB                                                | Ohio State Buckeyes                               | Big Ten                                           | |
| 4     | 103 | Jacksonville Jaguars | Sheldon Day                                       | DT                                                | Notre Dame Fighting Irish                         | Ind. (FBS)                                        | |
| 4     | 104 | Baltimore Ravens     | Tavon Young                                       | CB                                                | Temple Owls                                       | The American                                      | |
| 4     | 105 | Kansas City Chiefs   | Parker Ehinger                                    | OG                                                | Cincinnati Bearcats                               | The American                                      | von den San Francisco 49ers |
| 4     | 106 | Kansas City Chiefs   | Eric Murray                                       | CB                                                | Minnesota Golden Gophers                          | Big Ten                                           | von den Chicago Bears via Tampa Bay Buccaneers                                                                                          |
| 4     | 107 | Baltimore Ravens     | Chris Moore                                       | WR                                                | Cincinnati Bearcats                               | The American                                      | von den Miami Dolphins |
| 4     | 108 | Tampa Bay Buccaneers | Ryan Smith                                        | CB                                                | North Carolina Central Eagles                     | MEAC                                              | |
| 4     | 109 | New York Giants      | B. J. Goodson                                     | LB                                                | Clemson Tigers                                    | ACC                                               | |
| 4     | 110 | Los Angeles Rams     | Tyler Higbee                                      | TE                                                | Western Kentucky Hilltoppers                      | C-USA                                             | |
| 4     | 111 | Detroit Lions        | Miles Killebrew                                   | S                                                 | Southern Utah Thunderbirds                        | Big Sky                                           | |
| 4     | 112 | New England Patriots | Malcolm Jarod Mitchell                            | WR                                                | Georgia Bulldogs                                  | SEC                                               | von den New Orleans Saints |
| 4     | 113 | Chicago Bears        | Nick Kwiatkoski                                   | LB                                                | West Virginia Mountaineers                        | Big 12                                            | von den Philadelphia Eagles via Tennessee Titans und Los Angeles Rams                                                                   |
| 4     | 114 | Cleveland Browns     | Ricardo Louis                                     | WR                                                | Auburn Tigers                                     | SEC                                               | von den Oakland Raiders |
| 4     | 115 | Atlanta Falcons      | De’Vondre Campbell                                | LB                                                | Minnesota Golden Gophers                          | Big Ten                                           | |
| 4     | 116 | Indianapolis Colts   | Hassan Ridgeway                                   | DT                                                | Texas Longhorns                                   | Big 12                                            | |
| 4     | 117 | Los Angeles Rams     | Pharoh Cooper                                     | KR                                                | South Carolina Gamecocks                          | SEC                                               | von den Buffalo Bills via Chicago Bears                                                                                                 |
| 4     | 118 | New York Jets        | Juston Burris                                     | CB                                                | North Carolina State Wolfpack                     | ACC                                               | |
| 4     | 119 | Houston Texans       | Tyler Ervin                                       | RB                                                | San Jose State Spartans                           | MW                                                | |
| 4     | 120 | New Orleans Saints   | David Onyemata                                    | DT                                                | Manitoba Bisons                                   | CWUAA                                             | von den Washington Redskins |
| 4     | 121 | Minnesota Vikings    | Willie Beavers                                    | OG                                                | Western Michigan Broncos                          | MAC                                               | |
| 4     | 122 | Cincinnati Bengals   | Andrew Billings                                   | DT                                                | Baylor Bears                                      | Big 12                                            | |
| 4     | 123 | Pittsburgh Steelers  | Jerald Hawkins                                    | OT                                                | LSU Tigers                                        | SEC                                               | |
| 4     | 124 | Chicago Bears        | Deon Bush                                         | S                                                 | Miami Hurricanes                                  | ACC                                               | von den Seattle Seahawks |
| 4     | 125 | Indianapolis Colts   | Antonio Morrison                                  | LB                                                | Florida Gators                                    | SEC                                               | von den Green Bay Packers |
| 4     | 126 | Kansas City Chiefs   | Demarcus Robinson                                 | WR                                                | Florida Gators                                    | SEC                                               | |
| 4     | 127 | Chicago Bears        | Deiondre’ Hall                                    | S                                                 | Northern Iowa Panthers                            | MVFC                                              | von den New England Patriots |
| 4     | 128 | Arizona Cardinals    | Evan Boehm                                        | C                                                 | Missouri Tigers                                   | SEC                                               | |
| 4     | 129 | Cleveland Browns     | Derrick Kindred                                   | S                                                 | TCU Horned Frogs                                  | Big 12                                            | von den Carolina Panthers |
| 4     | 130 | Baltimore Ravens     | Alex Lewis                                        | OT                                                | Nebraska Cornhuskers                              | Big Ten                                           | von den Denver Broncos |
| 4     | 131 | Green Bay Packers    | Blake Martinez                                    | LB                                                | Stanford Cardinal                                 | Pac-12                                            | |
| 4     | 132 | Baltimore Ravens     | Willie Henry                                      | DT                                                | Michigan Wolverines                               | Big Ten                                           | |
| 4     | 133 | San Francisco 49ers  | Rashard Robinson                                  | CB                                                | LSU Tigers                                        | SEC                                               | |
| 4     | 134 | Baltimore Ravens     | Kenneth Dixon                                     | RB                                                | Louisiana Tech Bulldogs                           | C-USA                                             | |
| 4     | 135 | Dallas Cowboys       | Dak Prescott                                      | QB                                                | Mississippi State Bulldogs                        | SEC                                               | |
| 4     | 136 | Denver Broncos       | Devontae Booker                                   | RB                                                | Utah Utes                                         | Pac-12                                            | |
| 4     | 137 | Green Bay Packers    | Dean Lowry                                        | DE                                                | Northwestern Wildcats                             | Big Ten                                           | |
| 4     | 138 | Cleveland Browns     | Seth DeValve                                      | TE                                                | Princeton Tigers                                  | Ivy                                               | |
| 4     | 139 | Buffalo Bills        | Cardale Jones                                     | QB                                                | Ohio State Buckeyes                               | Big Ten                                           | |
| 5     | 140 | Tennessee Titans     | Tajae Sharpe                                      | WR                                                | UMass Minutemen                                   | MAC                                               | |
| 5     | 141 | Carolina Panthers    | Zack Sanchez                                      | CB                                                | Oklahoma Sooners                                  | Big 12                                            | von den Cleveland Browns |
| 5     | 142 | San Francisco 49ers  | Ronald Blair                                      | DE                                                | Appalachian State Mountaineers                    | Sun Belt                                          | von den San Diego Chargers |
| 5     | 143 | Oakland Raiders      | DeAndre Washington                                | RB                                                | Texas Tech Red Raiders                            | Big 12                                            | von den Dallas Cowboys |
| 5     | 144 | Denver Broncos       | Connor McGovern                                   | OG                                                | Missouri Tigers                                   | SEC                                               | von den Baltimore Ravens |
| 5     | 145 | San Francisco 49ers  | John Theus                                        | OT                                                | Georgia Bulldogs                                  | SEC                                               | |
| 5     | 146 | Baltimore Ravens     | Matthew Judon                                     | DE                                                | Grand Valley State Lakers                         | GLIAC                                             | von den Jacksonville Jaguars |
| 5     | 147 | Seattle Seahawks     | Quinton Jefferson                                 | DT                                                | Maryland Terrapins                                | Big Ten                                           | von den Miami Dolphins via New England Patriots                                                                                         |
| 5     | 148 | Tampa Bay Buccaneers | Caleb Benenoch                                    | OT                                                | UCLA Bruins                                       | Pac-12                                            | |
| 5     | 149 | New York Giants      | Paul Perkins                                      | RB                                                | UCLA Bruins                                       | Pac-12                                            | |
| 5     | 150 | Chicago Bears        | Jordan Howard                                     | RB                                                | Indiana Hoosiers                                  | Big Ten                                           | |
| 5     | 151 | Detroit Lions        | Joe Dahl                                          | OG                                                | Washington State Cougars                          | Pac-12                                            | |
| 5     | 152 | Washington Redskins  | Matt Ioannidis                                    | DT                                                | Temple Owls                                       | The American                                      | von den New Orleans Saints |
| 5     | 153 | Philadelphia Eagles  | Wendell Smallwood                                 | RB                                                | West Virginia Mountaineers                        | Big 12                                            | |
| 5     | 154 | Cleveland Browns     | Jordan Playton                                    | WR                                                | UCLA Bruins                                       | Pac-12                                            | von den Oakland Raiders |
| 5     | -   | Los Angeles Rams     | Draftrecht verfallen nach 2015 Supplemental draft | Draftrecht verfallen nach 2015 Supplemental draft | Draftrecht verfallen nach 2015 Supplemental draft | Draftrecht verfallen nach 2015 Supplemental draft | Draftrecht verfallen nach 2015 Supplemental draft                                                                                       |
| 5     | 155 | Indianapolis Colts   | Joe Haeg                                          | OT                                                | North Dakota State Bison                          | MVFC                                              | |
| 5     | 156 | Buffalo Bills        | Jordan Payton                                     | RB                                                | Arkansas Razorbacks                               | SEC                                               | |
| 5     | -   | Atlanta Falcons      | Draftrecht verfallen                              | Draftrecht verfallen                              | Draftrecht verfallen                              | Draftrecht verfallen                              | Draftrecht verfallen |
| 5     | 157 | Tennessee Titans     | LeShaun Sims                                      | CB                                                | Southern Utah Thunderbirds                        | Big Sky                                           | von den NY Jets via Denver Broncos |
| 5     | 158 | New York Jets        | Brandon Shell                                     | OT                                                | South Carolina Gamecocks                          | SEC                                               | von den Washington Redskins |
| 5     | 159 | Houston Texans       | K. J. Dillon                                      | S                                                 | West Virginia Mountaineers                        | Big 12                                            | |
| 5     | 160 | Minnesota Vikings    | Kentrell Brothers                                 | LB                                                | Missouri Tigers                                   | SEC                                               | |
| 5     | 161 | Cincinnati Bengals   | Christian Westerman                               | OG                                                | Arizona State Sun Devils                          | Pac-12                                            | |
| 5     | 162 | Kansas City Chiefs   | Kevin Hogan                                       | QB                                                | Stanford Cardinal                                 | Pac-12                                            | von den Seattle Seahawks |
| 5     | 163 | Green Bay Packers    | Trevor Davis                                      | WR                                                | California Golden Bears                           | Pac-12                                            | |
| 5     | 164 | Philadelphia Eagles  | Halapoulivaati Vaitai                             | OT                                                | TCU Horned Frogs                                  | Big 12                                            | von den Pittsburgh Steelers |
| 5     | 165 | Kansas City Chiefs   | Tyreek Hill                                       | WR                                                | West Alabama Tigers                               | GSC                                               | |
| 5     | 166 | Houston Texans       | D. J. Reader                                      | DT                                                | Clemson Tigers                                    | ACC                                               | von den New England Patriots |
| 5     | 167 | Arizona Cardinals    | Marqui Christian                                  | S                                                 | Midwestern State Mustangs                         | LSC                                               | |
| 5     | 168 | Cleveland Browns     | Spencer Drango                                    | OT                                                | Baylor Bears                                      | Big 12                                            | von den Carolina Panthers |
| 5     | 169 | Detroit Lions        | Antwione Williams                                 | LB                                                | Georgia Southern Eagles                           | Sun Belt                                          | von den Denver Broncos |
| 5     | 170 | Arizona Cardinals    | Cole Toner                                        | OT                                                | Harvard Crimson                                   | Ivy                                               | |
| 5     | 171 | Seattle Seahawks     | Alex Collins                                      | RB                                                | Arkansas Razorbacks                               | SEC                                               | |
| 5     | 172 | Cleveland Browns     | Rashard Higgins                                   | WR                                                | Colorado State Rams                               | MW                                                | |
| 5     | 173 | Cleveland Browns     | Trey Caldwell                                     | CB                                                | Louisiana–Monroe Warhawks                         | Sun Belt                                          | |
| 5     | 174 | San Francisco 49ers  | Fahn Cooper                                       | OT                                                | Ole Miss Rebels                                   | SEC                                               | |
| 5     | 175 | San Diego Chargers   | Jatavis Brown                                     | LB                                                | Akron Zips                                        | MAC                                               | |
| 6     | 176 | Denver Broncos       | Andy Janovich                                     | FB                                                | Nebraska Cornhuskers                              | Big Ten                                           | von den Cleveland Browns via Tennessee Titans                                                                                           |
| 6     | 177 | Los Angeles Rams     | Temarrick Hemingway                               | TE                                                | South Carolina State Bulldogs                     | MEAC                                              | von den Tennessee Titans |
| 6     | 178 | Kansas City Chiefs   | D. J. White                                       | CB                                                | Georgia Tech Yellow Jackets                       | ACC                                               | von den Dallas Cowboys via San Francisco 49ers                                                                                          |
| 6     | 179 | San Diego Chargers   | Drew Kaser                                        | P                                                 | Texas A&M Aggies                                  | SEC                                               | |
| 6     | 180 | Minnesota Vikings    | Moritz Böhringer                                  | WR                                                |                                                   |                                                   | von den San Francisco 49ers Erster europäischer Draft Pick, ohne im College Football tätig gewesen zu sein. Wurde aus der GFL gedraftet |
| 6     | 181 | Jacksonville Jaguars | Tyrone Holmes                                     | DE                                                | Montana Grizzlies                                 | Big Sky                                           | |
| 6     | 182 | Baltimore Ravens     | Keenan Reynolds                                   | WR                                                | Navy Midshipmen                                   | The American                                      | |
| 6     | 183 | Tampa Bay Buccaneers | Devante Bond                                      | LB                                                | Oklahoma Sooners                                  | Big 12                                            | |
| 6     | 184 | New York Giants      | Jerell Adams                                      | TE                                                | South Carolina Gamecocks                          | SEC                                               | |
| 6     | 185 | Chicago Bears        | DeAndre Houston-Carson                            | CB                                                | William & Mary Tribe                              | CAA                                               | |
| 6     | 186 | Miami Dolphins       | Jakeem Grant                                      | WR                                                | Texas Tech Red Raiders                            | Big 12                                            | von den Miami Dolphins via Minnesota Vikings                                                                                            |
| 6     | 187 | Washington Redskins  | Nate Sudfeld                                      | QB                                                | Indiana Hoosiers                                  | Big Ten                                           | von den New Orleans Saints |
| 6     | 188 | Minnesota Vikings    | David Morgan II                                   | TE                                                | UTSA Roadrunners                                  | C-USA                                             | von den Philadelphia Eagles |
| 6     | 189 | Dallas Cowboys       | Anthony Brown                                     | CB                                                | Purdue Boilermakers                               | Big Ten                                           | von den Oakland Raiders |
| 6     | 190 | Los Angeles Rams     | Josh Forrest                                      | LB                                                | Kentucky Wildcats                                 | SEC                                               | |
| 6     | 191 | Detroit Lions        | Jake Rudock                                       | QB                                                | Michigan Wolverines                               | Big Ten                                           | |
| 6     | 192 | Buffalo Bills        | Kolby Listenbee                                   | WR                                                | TCU Horned Frogs                                  | Big 12                                            | |
| 6     | 193 | Tennessee Titans     | Sebastian Tretola                                 | OG                                                | Arkansas Razorbacks                               | SEC                                               | von den Atlanta Falcons |
| 6     | 194 | Oakland Raiders      | Cory James                                        | LB                                                | Colorado State Rams                               | MW                                                | von den Indianapolis Colts |
| 6     | 195 | Atlanta Falcons      | Wes Schweitzer                                    | OG                                                | San Jose State Spartans                           | MW                                                | von den NY Jets via Houston Texans |
| 6     | 196 | Philadelphia Eagles  | Blake Countess                                    | CB                                                | Auburn Tigers                                     | SEC                                               | von den Houston Texans via New England Patriots, Miami Dolphins und Minnesota Vikings                                                   |
| 6     | 197 | Tampa Bay Buccaneers | Dan Vitale                                        | FB                                                | Northwestern Wildcats                             | Big Ten                                           | von den Washington Redskins |
| 6     | 198 | San Diego Chargers   | Derek Watt                                        | FB                                                | Wisconsin Badgers                                 | Big Ten                                           | von den Minnesota Vikings |
| 6     | 199 | Cincinnati Bengals   | Cody Core                                         | WR                                                | Ole Miss Rebels                                   | SEC                                               | |
| 6     | 200 | Green Bay Packers    | Kyle Murphy                                       | OT                                                | Stanford Cardinal                                 | Pac-12                                            | |
| 6     | 201 | Jacksonville Jaguars | Brandon Allen                                     | QB                                                | Arkansas Razorbacks                               | SEC                                               | von den Pittsburgh Steelers |
| 6     | 202 | Detroit Lions        | Anthony Zettel                                    | DE                                                | Penn State Nittany Lions                          | Big Ten                                           | von den Seattle Seahawks |
| 6     | 203 | Kansas City Chiefs   | Dadi Nicolas                                      | LB                                                | Virginia Tech Hokies                              | ACC                                               | |
| 6     | 204 | Miami Dolphins       | Jordan Lucas                                      | S                                                 | Penn State Nittany Lions                          | Big Ten                                           | von den New England Patriots via Chicago Bears und New England Patriots                                                                 |
| 6     | 205 | Arizona Cardinals    | Harlan Miller                                     | CB                                                | Southeastern Louisiana Lions                      | Southland                                         | |
| 6     | 206 | Los Angeles Rams     | Mike Thomas                                       | WR                                                | Southern Miss Golden Eagles                       | C-USA                                             | von den Carolina Panthers via Chicago Bears                                                                                             |
| 6     | 207 | San Francisco 49ers  | Jeff Driskel                                      | QB                                                | Louisiana Tech Bulldogs                           | C-USA                                             | von den Denver Broncos |
| 6     | 208 | New England Patriots | Kamu Grugier-Hill                                 | LB                                                | Eastern Illinois Panthers                         | OVC                                               | |
| 6     | 209 | Baltimore Ravens     | Maurice Canady                                    | CB                                                | Virginia Cavaliers                                | ACC                                               | |
| 6     | 210 | Detroit Lions        | Jimmy Landes                                      | LS                                                | Baylor Bears                                      | Big 12                                            | |
| 6     | 211 | San Francisco 49ers  | Kelvin Taylor                                     | RB                                                | Florida Gators                                    | SEC                                               | |
| 6     | 212 | Dallas Cowboys       | Kavon Frazier                                     | S                                                 | Central Michigan Chippewas                        | MAC                                               | |
| 6     | 213 | San Francisco 49ers  | Aaron Burbridge                                   | WR                                                | Michigan State Spartans                           | Big Ten                                           | |
| 6     | 214 | New England Patriots | Elandon Roberts                                   | LB                                                | Houston Cougars                                   | The American                                      | |
| 6     | 215 | Seattle Seahawks     | Joey Hunt                                         | C                                                 | TCU Horned Frogs                                  | Big 12                                            | |
| 6     | 216 | Dallas Cowboys       | Darius Jackson                                    | RB                                                | Eastern Michigan Eagles                           | MAC                                               | |
| 6     | 217 | Dallas Cowboys       | Rico Gathers                                      | TE                                                | Baylor Bears                                      | Big 12                                            | Hat bei den Baylor Bears nicht Football, sondern Basketball gespielt                                                                    |
| 6     | 218 | Buffalo Bills        | Kevon Seymour                                     | CB                                                | USC Trojans                                       | Pac-12                                            | |
| 6     | 219 | Denver Broncos       | Will Parks                                        | S                                                 | Arizona Wildcats                                  | Pac-12                                            | |
| 6     | 220 | Pittsburgh Steelers  | Travis Feeney                                     | LB                                                | Washington Huskies                                | Pac-12                                            | |
| 6     | 221 | New England Patriots | Ted Karras                                        | OG                                                | Illinois Fighting Illini                          | Big Ten                                           | |
| 7     | 222 | Tennessee Titans     | Aaron Wallace Jr.                                 | LB                                                | UCLA Bruins                                       | Pac-12                                            | |
| 7     | 223 | Miami Dolphins       | Brandon Doughty                                   | QB                                                | Western Kentucky Hilltoppers                      | C-USA                                             | von den Cleveland Browns |
| 7     | 224 | San Diego Chargers   | Donavon Clark                                     | OG                                                | Michigan State Spartans                           | Big Ten                                           | |
| 7     | 225 | New England Patriots | Devin Lucien                                      | WR                                                | Arizona State                                     | Pac-12                                            | von den Dallas Cowboys via Seattle Seahawks                                                                                             |
| 7     | 226 | Jacksonville Jaguars | Jonathan Woodard                                  | DE                                                | Central Arkansas Bears                            | Southland                                         | |
| 7     | 227 | Minnesota Vikings    | Stephen Weatherly                                 | LB                                                | Vanderbilt Commondores                            | SEC                                               | von den Baltimore Ravens via Miami Dolphins                                                                                             |
| 7     | 228 | Denver Broncos       | Riley Dixon                                       | P                                                 | Syracuse Orange                                   | ACC                                               | von den San Francisco 49ers |
| 7     | 229 | Pittsburgh Steelers  | Demarcus Ayers                                    | WR                                                | Houston Cougars                                   | The American                                      | von den NY Giants |
| 7     | 230 | Chicago Bears        | Daniel Braverman                                  | WR                                                | Western Michigan Broncos                          | MAC                                               | |
| 7     | 231 | Miami Dolphins       | Thomas Duarte                                     | TE                                                | UCLA Bruins                                       | Pac-12                                            | |
| 7     | 232 | Washington Redskins  | Steven Daniels                                    | LB                                                | Boston College Eagles                             | ACC                                               | von den Tampa Bay Buccaneers |
| 7     | 233 | Philadelphia Eagles  | Jalen Mills                                       | S                                                 | LSU Tigers                                        | SEC                                               | |
| 7     | 234 | Oakland Raiders      | Vadal Alexander                                   | OG                                                | LSU Tigers                                        | SEC                                               | |
| 7     | 235 | New York Jets        | Lachlan Edwards                                   | P                                                 | Sam Houston State Bearkats                        | Southland                                         | von den Los Angeles Rams via Houston Texans und Denver Broncos                                                                          |
| 7     | 236 | Detroit Lions        | Dwayne Washington                                 | RB                                                | Washington Huskies                                | Pac-12                                            | |
| 7     | 237 | New Orleans Saints   | Daniel Lasco                                      | RB                                                | California Golden Bears                           | Pac-12                                            | |
| 7     | 238 | Atlanta Falcons      | Devin Fuller                                      | WR                                                | UCLA Bruins                                       | Pac-12                                            | |
| 7     | 239 | Indianapolis Colts   | Trevor Bates                                      | LB                                                | Maine Black Bears                                 | CAA                                               | |
| 7     | 240 | Philadelphia Eagles  | Alex McCalister                                   | DE                                                | Florida Gators                                    | SEC                                               | von den Buffalo Bills via Minnesota Vikings                                                                                             |
| 7     | 241 | New York Jets        | Charone Peake                                     | WR                                                | Clemson Tigers                                    | ACC                                               | |
| 7     | 242 | Washington Redskins  | Keith Marshall                                    | RB                                                | Georgia Bulldogs                                  | SEC                                               | |
| 7     | 243 | Seattle Seahawks     | Kenny Lawler                                      | WR                                                | California Golden Bears                           | Pac-12                                            | von den Houston Texans via New England Patriots                                                                                         |
| 7     | 244 | Minnesota Vikings    | Jayron Kearse                                     | S                                                 | Clemson Tigers                                    | ACC                                               | |
| 7     | 245 | Cincinnati Bengals   | Clayton Fejedelem                                 | S                                                 | Illinois Fighting Illini                          | Big Ten                                           | |
| 7     | 246 | Pittsburgh Steelers  | Tyler Matakevich                                  | LB                                                | Temple Owls                                       | The American                                      | |
| 7     | 247 | Seattle Seahawks     | Zac Brooks                                        | RB                                                | Clemson Tigers                                    | ACC                                               | |
| 7     | 248 | Indianapolis Colts   | Austin Blythe                                     | C                                                 | Iowa Hawkeyes                                     | Big Ten                                           | von den Green Bay Packers |
| 7     | 249 | San Francisco 49ers  | Prince Charles Iworah                             | CB                                                | Western Kentucky Hilltoppers                      | C-USA                                             | von den Kansas City Chiefs |
| 7     | 250 | Cleveland Browns     | Scooby Wright                                     | LB                                                | Arizona Wildcats                                  | Pac-12                                            | von den New England Patriots via Miami Dolphins                                                                                         |
| 7     | 251 | Philadelphia Eagles  | Joe Walker                                        | LB                                                | Oregon Ducks                                      | Pac-12                                            | von den Arizona Cardinals |
| 7     | 252 | Carolina Panthers    | Beau Sandland                                     | TE                                                | Montana State Bobcats                             | Big Sky                                           | |
| 7     | 253 | Tennessee Titans     | Kalan Reed                                        | CB                                                | Southern Miss Golen Eagles                        | C-USA                                             | von den Denver Broncos Mr. Irrelevant                                                                                                   |

## Trades
Bei den Trades bedeutet der Hinweis (VD), dass der Trade vor dem Draft abgeschlossen wurde (Vor dem Draft) und der Hinweis (D) bedeutet, dass der Trade während des Draftes abgeschlossen wurde.
1. ↑  No. 1: Tennessee Titans und Los Angeles Rams (VD) – Die Tennessee Titans tradeten ihren Erst-, Viert- und Sechstrundenpick (1st, 113th, 177th) an die Los Angeles Rams im tausch für dessen Erst-, zwei Zweit- und einen Drittrundenpicks (15th, 43rd, 45th und 76th) sowie LA´s Erst- und Drittrundenpick des NFL Draft 2017.
2. ↑  No. 2: Cleveland Browns und Philadelphia Eagles  – Die Cleveland Browns gaben ihren Erstrundenpick (2nd) und ihren Fünftrundenpick im NFL Draft 2017 an die Philadelphia Eagles in Tausch zu Philadelphia´s Erst-, Dritt- und Viertrundenpicks (8th, 77th und 100th) sowie Philadelphias first-round Pick im NFL Draft 2017 und dem Zweitrundenpick des NFL Draft 2018.
3. ↑  No. 8: mehrere Trades:
1. Miami Dolphins und Philadelphia Eagles (VD) – Die Miami Dolphins tradete ihren Erstrundenpick (8th) an die Philadelphia Eagles für dessen LB Kiko Alonso, CB Byron Maxwell und dessen Erstrundenpick (13th)
2. Philadelphia Eagles und Cleveland Browns (VD) siehe R1-2
3. Cleveland Browns und Tennessee Titans (D) – Die Cleveland Browns tradeten ihren Erst- und Sechstrundenpicks (8th und 176th) an die Tennessee Titans im tausch für dessen Erst- und Drittrundenpick (15th und 76th) sowie den Zweitrundenpick des NFL Draft 2017.
4. ↑  No. 9: Tampa Bay Buccaneers und Chicago Bears – Die Buccaneers gaben Ihren Erstrundenpick (9) an die Chicago Bears für dessen Erst-, und Viertrundenpick ab (11 und 106).
5. ↑  No. 11: Tampa Bay Buccaneers und Chicago Bears – Die Buccaneers erhielten einen Erst- und einen Viertrundenpick (11 und 106) für Ihren Erstrundenpick (9) von den Bears
6. ↑  No. 13 Miami Dolphins und Philadelphia Eagles – Die Dolphins erhielten einen Erstrundenpick (13), LB Kiko Alonso und CB Byron Maxwell für Ihren Erstrundenpick (9).